# 三好市立上名小学校
三好市立上名小学校（みよししりつ かみみょうしょうがっこう）は、徳島県三好市山城町上名にあった公立小学校。
2012年（平成24年）4月1日休校となった
。

## 沿革
- 1875年 - 上名小学校を創立。
- 1886年 - 上名簡易小学校と改称。
- 1892年 - 上名尋常小学校と改称。
- 1926年 - 三名村立上名小学校と改称。
- 1940年 - 上名尋常高等小学校と改称。
- 1941年 - 上名国民学校と改称。
- 1956年 - 町村合併のため山城町上名小学校となる。
- 2006年 - 町村合併のため三好市立上名小学校となる。
- 2012年4月1日 - 休校[1]